# ویلانووا دل سیلارو
ویلانووا دل سیلارو (به ایتالیایی: Villanova del Sillaro) یک کومونه در ایتالیا است که در استان لودی واقع شده‌است. ویلانووا دل سیلارو ۱۳٫۸ کیلومتر مربع مساحت و ۱٬۵۴۱ نفر جمعیت دارد.